# باشگاه فوتبال انسی
باشگاه فوتبال انسی (انگلیسی: FC Annecy) یک باشگاه فوتبال مستقر در انسی (فرانسه) است که در حال حاضر در لیگ ۲، دومین سطح لیگ فوتبال در این کشور به فعالیت می‌پردازد. 